# 1982年憲法法第35項 (カナダ)
1982年憲法法第35条は、カナダの先住民の先住民としての権利（aboriginal rights ）および条約上の権利（treaty rights ）に対する憲法上の保護を規定した条文である。この条は、カナダ憲法には含まれるが、権利および自由のカナダ憲章には含まれない。この条は「先住民としての権利」という擁護を定義しておらず、限定列挙もされていない。第35条により保護を受けることが判明してきた権利の例としては、漁獲、木材伐採搬出、狩猟、土地に対する権利（cf. 先住民権原)および条約を執行する権利である。先住民による自治を行う権利が第35条に含まれるかどうかについては未だ議論がある。2006年時点においては、カナダ最高裁判所はこの問題について何の判断も下していない。しかしながら、1995年以降、カナダ政府は、第35条に基づく固有の自治権を認める政策をとってきた。

## 条文
この規定による定めは以下のとおり。
第35条(1) カナダの先住民の存在する先住民としての権利および条約上の権利は、ここに承認され、かつ、確認される。
(2) この法律において、"カナダの先住民"は、カナダのファースト・ネーション（法文では「Indian」と表記）、イヌイットおよびメティを含む。
(3) なお、第(1)項においては「条約上の権利」は、土地請求権協定の手段によって現在存在し、または、そのようにして取得され得る権利を含む。
(4) この法律の他の規定にかかわらず、第(1)項において規定された先住民としての権利および条約上の権利は、男女に対して等しく保障される。

## 先住民としての権利
先住民としての権利の対象となるのは、カナダにおける先住民の事業、慣習および伝統であって、先住民の独特の文化に不可欠なものである。
第35条第(1)項にある「存在する」という語のため、最高裁は、どのような先住民としての権利が「存在」するのかを定義する必要が生じた。最高裁は、女王対スパロウ事件における判決において、1982年より前（第35条が効力を有する前）には、先住民としての権利はコモンローに基づいて存在した旨を述べた。コモンローは立法によって変更することができる。したがって、1982年より前であれば連邦議会は先住民としての権利を消滅させることは可能であったが、今は、1982年時点においてなお存在していた権利はもはや消滅させることはできないのである。

## 憲章上の権利にあらず
先住民に直接関係する憲章のなかの項は、第25項である。そこでは、Charter rights do not diminish Aboriginal rightsと述べられているにすぎない。したがって、それは第35項と同じように重要だとはいえない。「憲章」は'1982年憲法法'の第1部を形づくるが、第35項は第2部に配置されている。憲法におけるこのような配置は重要だと考えられる。ケント・マクニールの述べるところでは、第35項の意味は先住民による自治政府を許容するものではあるが、その一方で、憲章は個人の権利についてももっと配慮が必要なのだという。ピーター・ホッグの論じるところでは、憲章から第35条を除いたことには否定的かつ肯定的な効果があるのだという。第35項は第1項あるいは第33項から制限を受けない。だが、権利侵害に対する是正措置を認める憲章の第24項は、第35項に対しては効力を持たない。さらには 「女王対スパロー」判決において、裁判所は、ホッグがオーク試案の第1項と比較した、第35項を制限するための検討をくりひろげた。
こうしたことにもかかわらず、F・L・モートンやライナー・クノップフといった研究者は、憲章をめぐる裁判や高まる法的裁量権への批判のなかで、第35項をあたかも憲章の一部であったかのように扱っている。彼らの述べるところによると、"第35項は技術的に言えば、憲章の'外側'にあるが、カナダにおける最も目立った人種的マイノリティがもつ特別な権利、－－法廷において強制力を有する権利－－の宣言として、憲章による革命の重要な一部となっているのだという。"